# 女王陛下のダイナマイト
『女王陛下のダイナマイト』（じょおうへいかのダイナマイト、Ne nous fâchons pas）は1966年のフランスの犯罪コメディ映画。監督はジョルジュ・ロートネル、出演はリノ・ヴァンチュラとミレーユ・ダルクなど。

## ストーリー
今はカタギとなり、ボート屋を営む元ヤクザのアントワーヌは、昔の仲間を助けたことをきっかけに、小物の詐欺師ミシャロンを巡って、「大佐」と名乗る男が率いるイギリス人ギャング団に命を狙われることになる。はじめのうちは平和的な解決を望んでいたアントワーヌだったが、執拗に攻撃して来るギャング団に遂に堪忍袋の緒が切れ、壮絶な反撃に出る。
結果、アントワーヌの圧勝に終わり、ミシャロンを南米に逃がす段取りを整えたアントワーヌだったが、ミシャロンが再びトラブルを起こし、アントワーヌはまた騒動に巻き込まれることになる。

## キャスト
※括弧内は日本語吹替
- アントワーヌ（アントニオ）・ベレット: リノ・ヴァンチュラ（森山周一郎） - 元ヤクザ。本来は血の気が多い。
- レオナール・ミシャロン: ジャン・ルフェーブル（フランス語版）（八代英太） - 詐欺師のノミ屋。
- ジェフ: ミシェル・コンスタンタン - アントワーヌの親友。カーニュで食堂を経営。
- 大佐: トミー・デュガン（フランス語版） - イギリス人ギャング団のボス。
- エグランティーヌ・ミシャロン: ミレーユ・ダルク（鈴木弘子） - ミシャロンの妻。別居中。
- ヴィッキー: シルヴィア・ソレント（フランス語版） - アントワーヌの恋人。

※日本地上波初回放送1972年1月1日（土）NET『土曜映画劇場』